# Euphaedra (Xypetana) mirabilis
Euphaedra (Xypetana) mirabilis es una especie de  Lepidoptera, de la familia Nymphalidae,  subfamilia Limenitidinae, tribu Adoliadini, pertenece al género Euphaedra, subgénero (Xypetana).

## Subespecies
- Euphaedra (Xypetana) mirabilis mirabilis (Hecq, 1980)
- Euphaedra (Xypetana) mirabilis lurida (Hecq, 1997)
- Euphaedra (Xypetana) mirabilis nubila (Hecq, 1986)

## Localización
Esta especie de Lepidoptera y las subespecies se encuentran localizadas en Zaire y en África ecuatorial. 